# Uminova

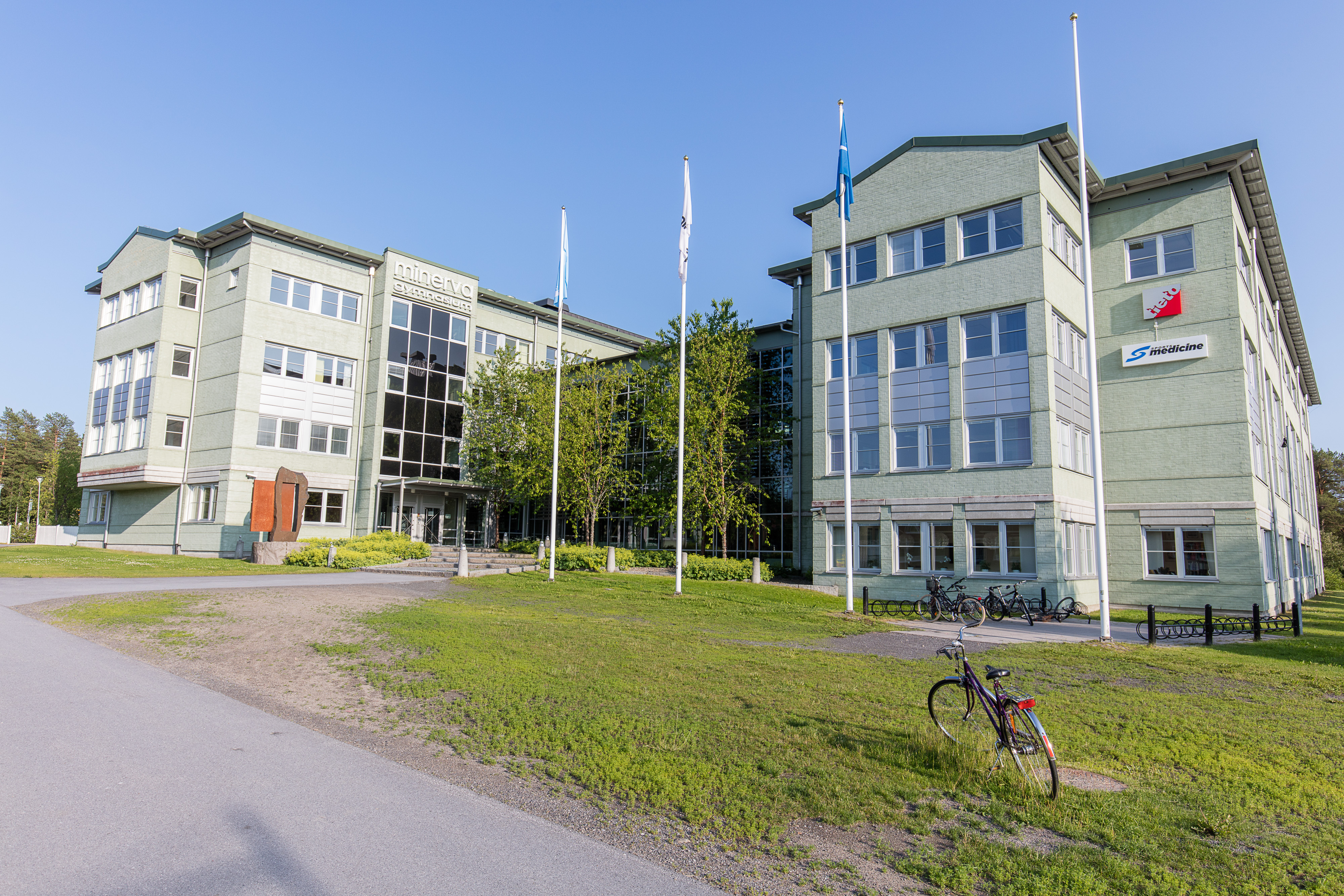
Uminova Science Park.

Uminova Science Park är en företagspark i Umeå som geografiskt är belägen i anslutning till Umeå universitet, Sveriges lantbruksuniversitet, Iksu och Norrlands universitetssjukhus (NUS). I Uminova Science Park finns Uminova Innovation och Uminova Invest.

## Uminova Science Park
Uminova Science Park hyser ett flertal högteknologiska företag med forskningsnära anknytning och kopplingar till universitetet. Exempel på företag som idag har kontor i Uminova Science Park är Betagenon, Oryx, SeQuant, Umetrics och Vitec.

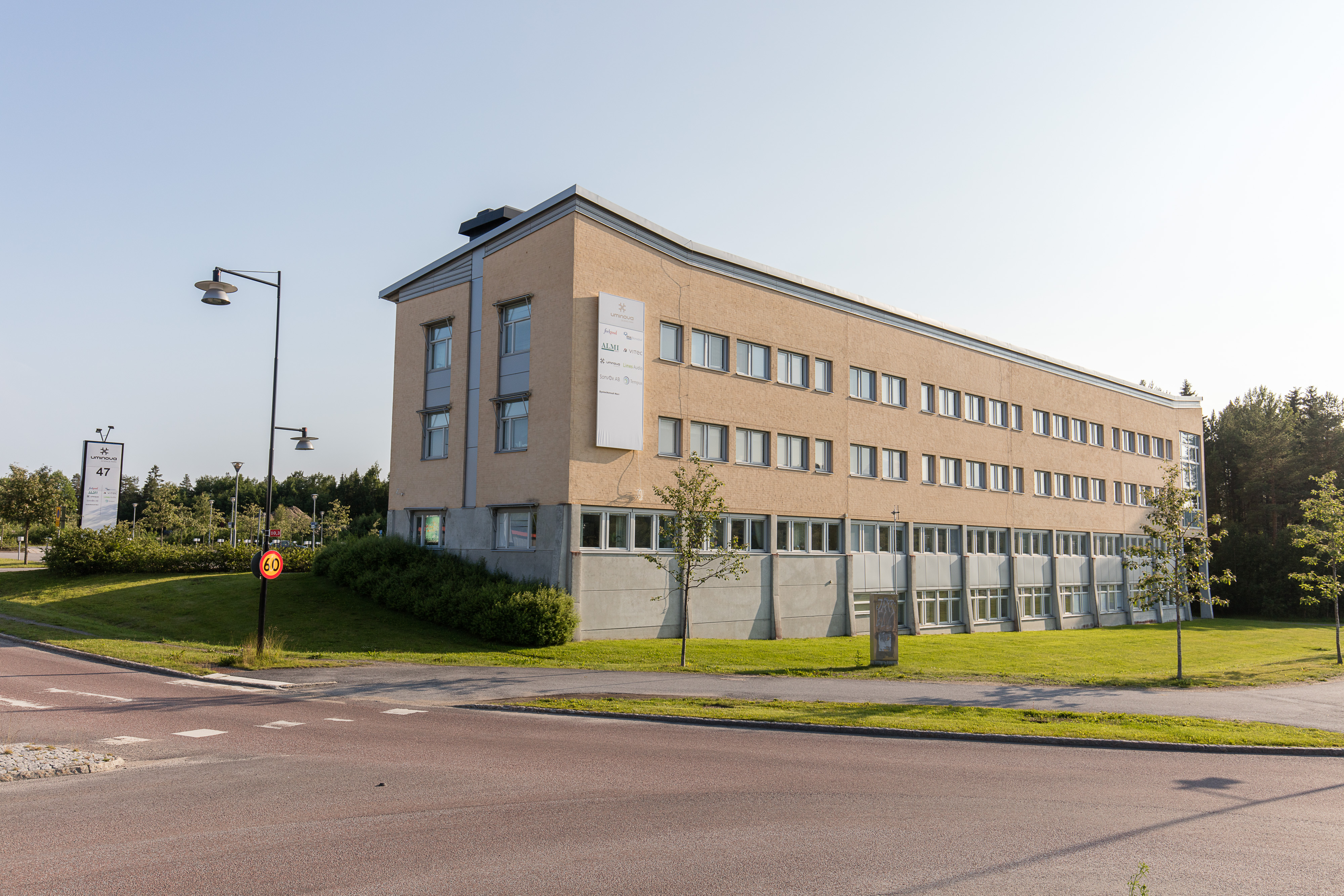
Uminova Innovation.

## Uminova Innovation
Uminova Innovation arbetar för utveckling av affärsidéer till affärer. Uminova vänder sig till forskare, anställda eller studenter vid universitet, sjukhus och andra forskningsinstitut i Umeå. Man arbetar med innovativa affärsidéer från befintliga företag i regionen. Exempel på idéer verksamma i Uminova Innovations företagsinkubator är tävlingar på internet (blienvinnare.com) och hållbarhet (sustainum.se).

## Uminova Expression

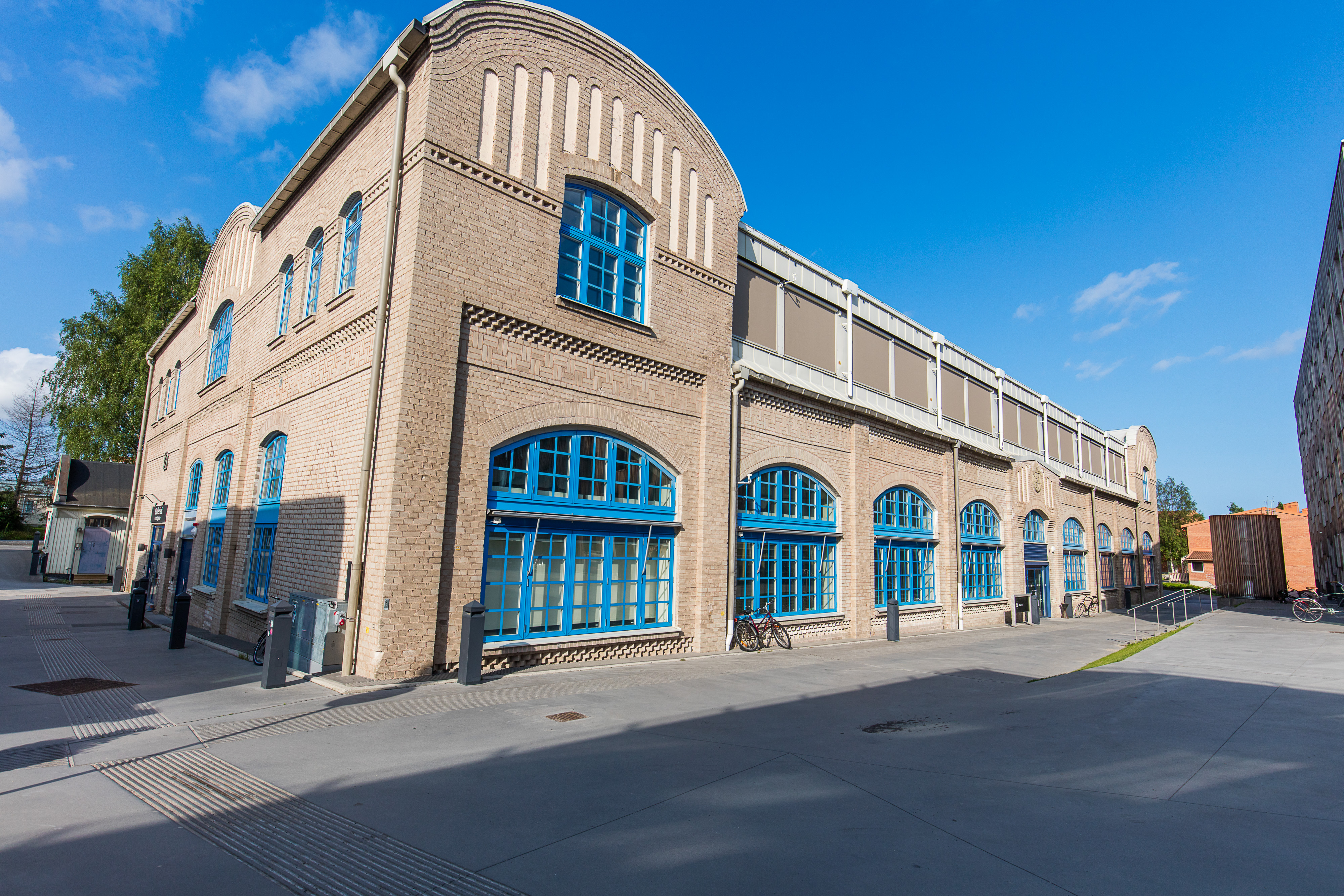
Sliperiet.

Uminova Expression är det dotterbolag som bildats för verksamheten i den konstnärliga inkubatorn Sliperiet på Konstnärligt campus.

## Uminova Invest
bildades 1992 för att tillhandahålla investeringskapital för blivande tillväxtföretag inom främst bioteknik, IT och medicinsk teknik med anknytning till Umeå universitet eller andra forskningsverksamheter i Västerbottens län. Exempel på portföljbolag är datorspelstillverkaren Resolution Interactive och växt- och skogsbioteknikföretaget Sweetree Technologies. Företaget ägs sedan 2004 av Industrifonden, Norrlandsfonden, Balticgruppen, Uminova Holding och Innovationsbron Umeå.

## Fler bilder

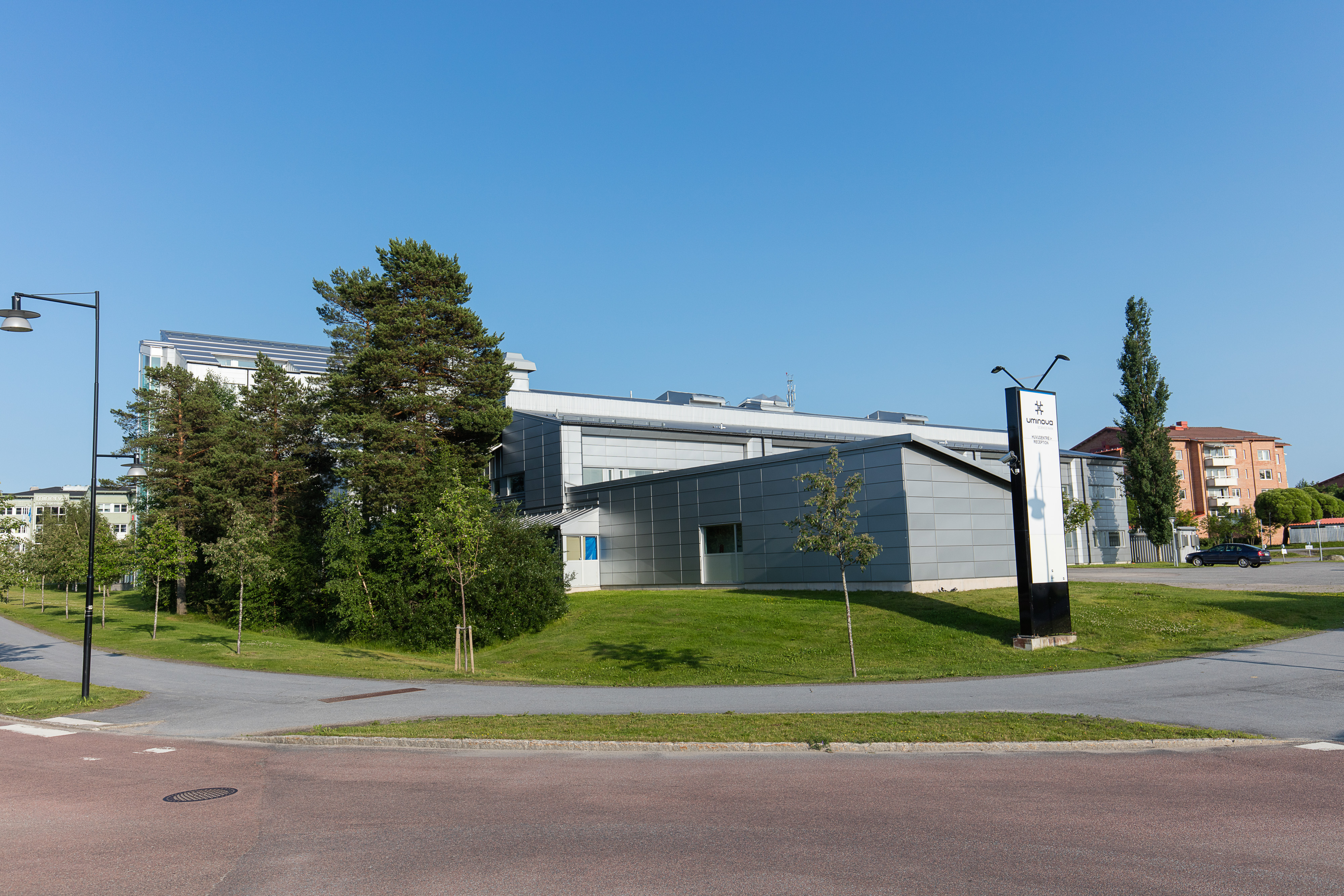
Uminova Science Park.
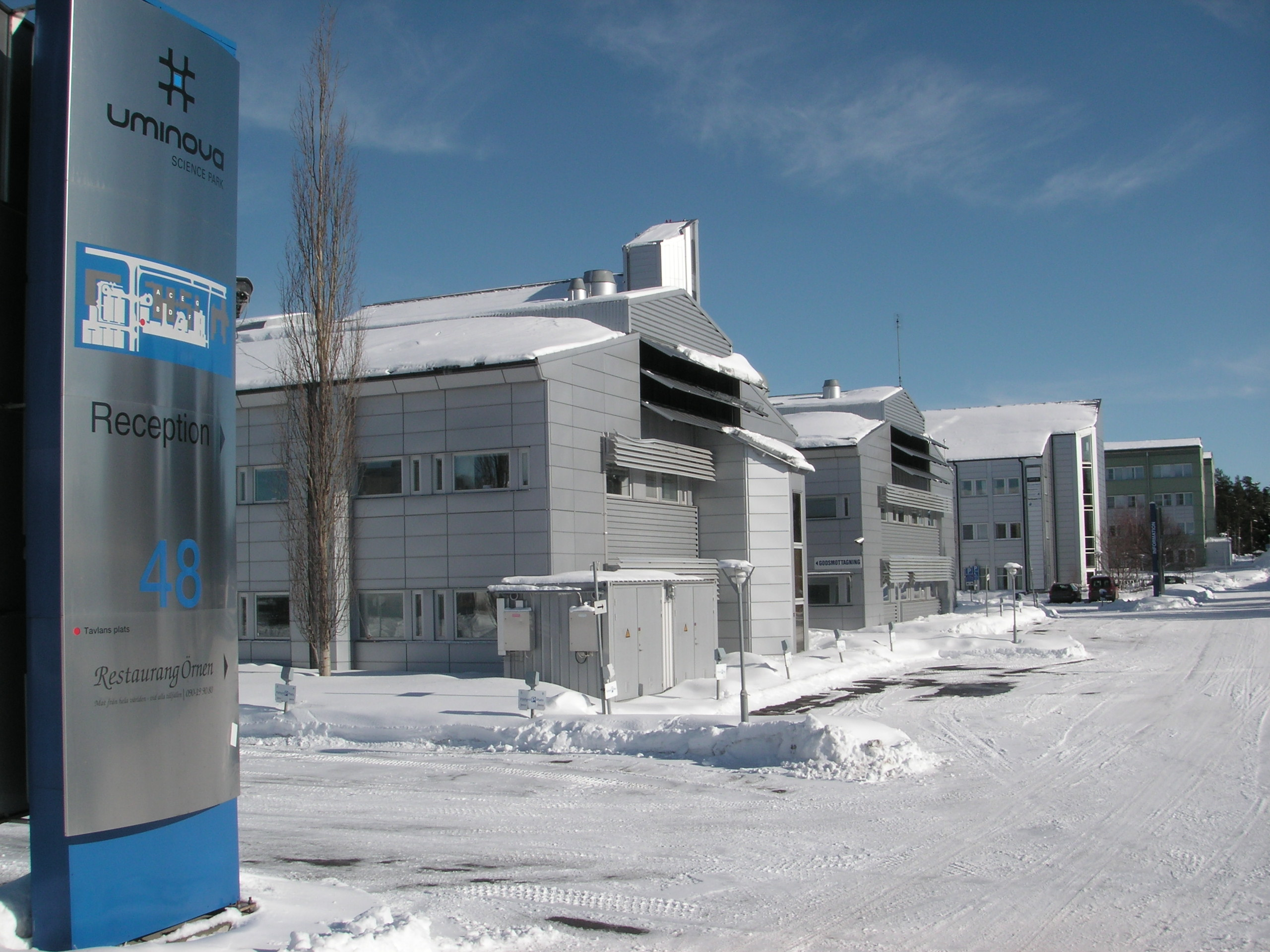
Uminova.